# Arise (musikalbum)
Arise är den brasilianska thrash metal-gruppen Sepulturas fjärde studioalbum. Albumet släpptes den 2 april 1991 på etiketten Roadrunner Records och såldes i 160 000 exemplar de första åtta veckorna.

## Låtlista
1. "Arise" - 3:19
2. "Dead Embryonic Cells" - 4:52
3. "Desperate Cry" - 6:41
4. "Murder" - 3:26
5. "Subtraction" - 4:48
6. "Altered State" - 6:34
7. "Under Siege (Regnum Irae)" - 4:54
8. "Meaningless Movements" - 4:41
9. "Infected Voice" - 3:19
10. "Orgasmatron" (bonusspår) - 4:14
11. "Intro" (bonusspår) - 1:33
12. "C.I.U. (Criminals in Uniform)" (bonusspår) - 4:17
13. "Desperate Cry (Scott Burns Mix)" (bonusspår) - 6:43

## Singlar
- "Arise" (1991)
- "Dead Embryonic Cells" (1991)
- "Under Siege (Regnum Irae)" (1991)

## Musiker
- Max Cavalera - sång, kompgitarr
- Andreas Kisser - sologitarr
- Paulo Jr. - elbas
- Igor Cavalera - trummor, percussion